# Aéroport d'Izmaïl
L'aéroport international d'Izmaïl (en ukrainien : Аеропорт «Ізмаїл») est un aéroport international, desservant Izmaïl, en Ukraine.

## Histoire
L'aéroport a fonctionné de manière internationale entre 2007 et 2009. Il a depuis perdu sa certification internationale. Créé en 1944 il a été utilisé par les gardes frontières, l'armée et donné à l'administration civile en 1964.

## Situation
| Berdiansk Oujhorod Brody Ouman Kanatove Konotop Djankoï Tchouhouïv Kryvyï Rih Donetsk Sébastopol DniproVesseloïeBaheroveHorodokChersonèseGvardeïskoïeKatchaIvano-Frankivsk Izmaïl JovtneveJytomyr Koulbakino Kharkiv · Charcovie Khmelnytskyï Kherson KrementchoukKiev/Kyïv · Jouliany Kiev/Kyïv · Boryspil Kryvyï Rih Kolomya Loutsk Louhansk LvivMarioupol Mykolaïv Myrhorod Nijyn Odessa Poltava Rivne Sambir Simferopol Starokostiantyniv Tchernivtsi Vinnytsia Zaporijjia |